# Władysław Poniński
Le comte Ladislas Poniński (Władysław August hrabia Poniński herb Łodzia en polonais ; Ladislao August conte Poninski en italien), né le 16 février 1823 à Zręcin et décédé le 11 août 1901 à Sapożynie en Volhynie, est un officier général polonais qui fut au service de la Hongrie et de l'Italie.

## Biographie
Membre de la famille Poniński, il est le fils du général-comte August Poniński (1791-1832) et de sa cousine issue de germain Maria Ponińska.
Officier polonais, il se porte au secours de ses frères hongrois lors de la révolution hongroise de 1848 et devient colonel du 1er régiment de uhlans de la Légion polonaise. Il s'y distingue particulièrement lors de la bataille de Temesvár (en). Il prend part en 1863 à l'Insurrection polonaise de 1861-1864.
Persona grata à la cour de Napoléon III, il sert ensuite, à partir de 1860, les royaumes de Sardaigne puis d'Italie. Aide de camp du roi Victor Emmanuel II, colonel du 3e régiment "Savoie Cavalerie", général de brigade de cavalerie en Toscanepuis lieutenant général (tenente generale) en 1862, il commanda notamment la division territoriale de Florence et la division militaire de Padoue (6e). 
Il épousa Olga Eva Eustachowna née princess Swiatopolk-Czetwertynska (1835-1908), dont deux fils, et termina sa vie en Pologne. Il est inhumé au cimetière Rakowicki de Cracovie.

## Décorations
- Ordre du mérite militaire hongrois, 2e classe
- Grand Croix de l'ordre de la Couronne d'Italie[4],[5]
- Grand Officier de l'ordre des Saints-Maurice-et-Lazare
- Grand-Croix de l'ordre de François-Joseph

## Source
- Annuario della Nobilta Italiana, Anno IV., Rome, 1881
- Gábor Bona : Tábornokok és törzstisztek a szabadságharcban, 1848-49., éd. Zrínyi Kiadó, Budapest, 1987